# Paisagem Construída da Baía das Canas
A Paisagem Construída da Baía das Canas localiza-se na Prainha, no concelho de São Roque do Pico, ilha do Pico, Açores e insere-se dentro da Paisagem Protegida de Interesse Regional da Ilha do Pico, criada por força do Decreto Legislativo Regional nº12/96/A, de 27 de Junho, emitido pelo Governo Regional dos Açores.

## Descrição
A unidade paisagística é formada por uma paisagem construída ao longo do século XVII e do século XVIII e por uma paisagem natural, marcada pela transformação feita pelo homem, tipificando uma Paisagem cultural.
Esta paisagem construída encontra-se ligada ao cultivo da vinha, principalmente da costa de Verdelho. Surgem pequenas adegas, rodeadas por currais onde a vinha era cultivada de forma a ser protegida das inclemências do clima. 
Por entre a negra pedra vulcânica surgem caminhos e carreiros de acesso geralmente com o chão coberto por saibro vermelho de origem vulcânica, embora muitos deles sejam compostos por um pavimento construído com calhaus rolados. 
Os muros que formam os currais de cultivo da vinha existem com grande densidade, chegando a atingir também, em alguns lugares, uma altura apreciável, facto ligado a quantidade de pedra existente no terreno que limitam. 
Neste local existe uma escadaria de apreciáveis dimensões, com trezentos sessenta e nove degraus, que foi em tempos primevos a única ligação deste local, uma espécie de fajã, com a terra circundante. Este sítio actualmente forma um dos locais de Paisagem Construída da Baía das Canas.
As adegas existentes, são na sua maioria reconstruídas ou construídas recentemente, facto que se deve a durante anos este local ter estado votado a algum abandono a quando do ataque do Oídio que destruiu muitas das vinhas então existentes.